# 山口敏雄
山口 敏雄（やまぐち としお、1921年（大正10年）8月1日 - 2014年（平成26年）4月8日）は日本の実業家。元神鋼商事社長。元神戸製鋼所顧問。広島県出身。旧姓：木村。

## 略歴
- 1943年（昭和18年） - 関西学院大学法文学部卒業後、神戸製鋼所入社。
- 1977年（昭和52年） - 同社代表取締役就任。
- 1980年（昭和55年） - 同社代表取締役常務就任。
- 1982年（昭和57年） - 同社代表取締役専務就任。
- 1983年（昭和58年） - 神鋼商事社長に就任。
- 2014年（平成26年）4月8日午前8時20分 - 心不全のため神奈川県藤沢市の病院で死去。92歳没[1]。

## 参考
- 交詢社 第69版 『日本紳士録』 1986年